# Кудряшёв, Константин Владимирович
Константин Владимирович Кудряшёв (19 апреля 1932, Москва — 2 декабря 2006, Москва) — профессор Московского Архитектурного института.
Научная специализация — введение в специальность, архитектурная графика. Архитектор, дизайнер, художник.

## Биография
Константин Владимирович Кудряшёв родился 19 апреля 1932 года в Москве.
Его отец — Владимир Владимирович Кудряшёв (1902—1944), скульптор, график, плакатист, театральный художник, родился в Казанской губернии в семье столяра-краснодеревщика. Окончил Казанскую художественную школу (1916—1923), где его педагогами были Н. И. Фешин, П. П. Беньков, П. М. Дульский.
Высшее образование: ВХУТЕМАС (1923—1930), класс скульптора И. С. Ефимова, Диплом скульптора.
Мама — Анна Николаевна Вильям (1908—1999) — педагог немецкого языка. Сестра — Ирина Владимировна Кудряшёва (1936) — биолог, кандидат биологических наук.
Семья жила в доме, принадлежавшем ранее его деду по матери, Доктору Николаю Николаевичу Вильяму (1867—1920), главному врачу по терапии Детской Морозовской больницы. Улица Чаплыгина (тогда Машков переулок), дом 6, квартира 5. В этом же доме имела квартиру и работала в своей мастерской известная художница-портретистка Елена Николаевна Вильям (1860—1920), сестра Доктора Вильяма.
Изобразительное творчество К. Кудряшёва началось для него с полутора лет, едва он научился держать карандаш, слушая Пушкина, Киплинга, Аксакова, Гауффа, Диккенса, Дюма, Вальтера Скотта, книги которых читала им с сестрой Иной (Ириной) бабушка. Под впечатлением от творчества отца, много работавшего за домашним столом, тети, сестры мамы — М. Н. Вильям (1903—1981) — художницы по куклам, многие из которых создавались на его глазах. В доме часто бывали архитекторы — сестра мамы Ирина Николаевна Вильям (1899—1986) и ее муж Александр Леонидович Пастернак, брат Поэта, художники, коллеги Владимира Владимировича. Уже самые ранние рисунки К.Кудряшёва, животных, кораблей, военной техники, отличались необыкновенной точностью изображения. Так, с карандашом в руке, красками, в теплой атмосфере творческого дома, впитывая воздух художественной культуры, К.Кудряшёв начинал свою школу графики. И это несмотря на то, что скоро началась война и рано не стало папы… .

### Образование
Школа графики К.Кудряшёва продолжалась на протяжении всей его жизни в постоянном совершенствовании руки и знания предмета изображения. Способность видения будущего изображения из глубины своего воображения, свойство, по его же собственным словам, параллельного «внутреннего» и «внешнего» видения, вместе с изобразительной свободой делало графику К.Кудряшёва уникальной, независимой от тенденций и моды, присущей ему одному и никому другому. Ее нельзя отнести ни к какой школе, кроме как к его собственной. Близкими для него были работы Хокусайя, его альбомы Манга, Рокуэла Кента, Дэвида Робертса, альбомы путешествия в Египет и на Святую Землю. Искусство классической английской многослойной акварели сложилось под впечатлением от работ Роланда Хильдера, классика английской акварели, с ее воздухом, водой, небом, облаками, отражениями, снегом. Что же касается параллелей в искусстве, то это определенно гравюра Петровского времени. Знаменитые гравюры Алексея Зубова первой четверти XVIII века — панорамы и перспективы Петербурга, паруса, динамичные облака, баталии с высоким горизонтом при Гренгаме и Гангуте. Это также документальная английская Викторианская гравюра с традиционно видовыми и сюжетными композициями: скачками, охотничьими выездами, почтовыми каретами, дилижансами. Культура изображения черпалась из таких специальных источников как Архитектура кораблей — Фредерик Хенрик Чапмен, Бьорн Лундстрем — THE SHIP, журналов и книг по охоте и охотничьему оружию, автомобильных журналов, книг и атласов с изображением птиц, животных, лошадей, экипажей, конной выездки. Книг по истории архитектуры, искусства.
Высшее образование — Московский Архитектурный институт.
Архитектурное образование К.Кудряшёв начал у проф. М. А. Туркуса, у которого ранее учился Владимир Владимирович, его отец, а позже сын Николай.
На старших курсах педагогом К. В. Кудряшёва был Проф. С. П. Тургенев.
1956 г. — Диплом архитектора
1978 г. — Диплом Кандидата Архитектуры.
Тема диссертации: Проблемы Архитектурной графики как средства профессионального языка.

### Творческая деятельность
Графика К. В. Кудряшёва была и всегда оставалась параллельным миром своего автора, частью его жизни, что во многом предопределяло его творческую биографию.
1957 год. Всемирный Фестиваль молодежи и студентов в Москве. К. Кудряшёв почти сразу после окончания института, в 1956 году, приглашен руководителем оформительско-постановочной части по проведению праздников и шествий. По его эскизам декораций и костюмов ставится праздник Костер «Черная Африка» в Измайловском парке, осуществляется сценическая постановка праздника «Черная Африка» во МХАТе СССР, затем постановка «Водная феерия» в Московском цирке на Цветном бульваре. В 1960-80-е годы параллельно с архитектурной практикой и преподавательской работой в МАрхИ, он работает в области журнальной графики, книжной иллюстрации, Детской энциклопедии и др. Его знаменитая «третья обложка» к журналу Техника — молодёжи становится «именной» и предметом коллекций на протяжении более пятнадцати лет, с 1967 по 1982. Помимо этого — тематические декоративные панно, скульптурные детали интерьеров, серии сувенирных значков, эмблемы…
Среди объектов творчества К.Кудряшёва — серии особняков под Москвой, в Латвии. Иордании, проекты общественных зданий, оружие — ножи, охотничьи ружья. Серия из семи охотничьих ружей на базе дробовиков ИЖ-27, ИЖ-43, ИЖ-18ЕМ, ИЖ-18МН, Ижевский механический завод (1998).
Охотничье оружие, охота. Это целый Мир К.Кудряшёва. Реальный мир, С верховой ездой, где он сам охотник, участник зверовых охот и охот по перу в Московской, Новгородской областях, на Белом море, в Латвии, Польше, Словакии, Австрии, в горах Иордании, Иорданской долине, на Мертвом море. Знаток и признанный эксперт, автор многочисленных публикаций и образовательных программ, графических серий ружейной гравировки, сюжетов классических ружейных охот.
Архитектура, дизайн К.Кудряшёва носят ярко выраженный образный характер. Это его авторская печать. Обусловленная неиссякаемым источником его богатого воображения, как он это коротко называл — «банк образов». А также глубокая культура и энциклопедическое знание, помимо основного предмета, специальных областей, таких как архитектура кораблей, фортификационных сооружений, транспорт, что и составляло в прошлом сферу знаний архитектора как универсала в широком диапазоне.

### Выставки
- 1995 Выставка живописи и искусства под патронажем Е. К. Высочества принцессы Рании Аль Абдаллы. Амман, Иордания.
- 1999 Международная выставка охотничьего оружия.
- Центральный выставочный зал на Манежной площади.
- 1999 Международный Салон оружия IWA, Нюрнберг.

С 1996 г. К. В. Кудряшёв являлся Членом Союза Архитекторов СССР, России.

### Педагогическая деятельность
- Московский Архитектурный институт, 1962—2006, постоянно
- Технологический университет, Братислава,
- Технический университет, Прага, 1972—1982,
- Политехнический университет, Варшава, 1976—1978,
- Университет Баухауз, Веймар,
- Технический университет, Дрезден, 1976—1986,
- Белградский университет, 1976
- Технический университет, Грац, Австрия, 1988—1991,
- МГХПУ им. С. Г. Строганова, Москва, 1991,
- Университет JUW, Иордания

Яркий популярный педагог. Таким К. В. был и останется в памяти всех, кто у него учился. Присущая ему стилистическая свобода вместе со свободой изображения, служили стимулом рождения захватывающих проектных идей у его студентов. Уважалась каждая эскизная почеркушка студента, открывавшая на глазах ее автора неисчерпаемые возможности развития и реализации. На любой вопрос формулировался исчерпывающий ответ. Всем все понятно, а общая работа строилась так, что каждый чувствовал себя персонально значимым. Свобода духа, высокая цена человеческому и творческому достоинству.
Специфичным началом архитектурной графики К.Кудряшёва в педагогической проектной практике было активное введение в композицию архитектурного чертежа элементов культурно-средового контекста, подчеркивающих образное начало и композицию создаваемой архитектуры, ее масштаб и место в пространстве. Антураж — статичное окружение, и стаффаж — автомобили, фигуры людей, животных. Такой вид графики не может быть безотносительным к характеру архитектурно-природного окружения, маркам автомобилей, костюмам людей, породам собак и лошадей, видам деревьев данного региона при условии соответствующей данной подаче графической стилизации. В этом качестве графический контекст должен обладать необходимой степенью культурологической достоверности. Таким образом, в учебном процессе ставились задачи стилевой и хронологической синхронизации элементов среды, связанной с объектом проектирования, что в конечном итоге способствовало развитию профессиональной культуры начинающих архитекторов.
Широкий творческий диапазон К.Кудряшёва позволял ему быть руководителем таких дипломных проектов в МГХПУ им. С. Г. Строганова, как Дизайн танка (1980), Комплекс оборудования и экипировки конных бегов (1992), Дизайн комплекса охотничьих ружей (1992) — первый диплом по охотничьему оружию, выполненный не в стенах промышленных ружейных школ, имел большой резонанс в специальной литературе по охоте и дизайну.
Помимо аудиторной работы, Кудряшёв руководил практической работой студентов. Так, по просьбе администрации поселка Демянск Новгородской области, обратившейся в МархИ, силами студенческого отряда под руководством К. В. Кудряшёва, на средства, собранные жителями Демянска, был спроектирован и возведен Мемориал воинам, павшим в Демянском котле, в Великой Отечественной войне.

### Семья
Семья К. В. Кудряшёва, все ее представители, всегда были рядом и, уж если не буквально, то в его воображении и графике. Все они, с собаками, ждут или бегут встречать возвращение главы семейства с охоты в картине Ностальгия, 1993-94, Амман, Иордания.
- Жена — Сусанна Дмитриевна Кудряшёва, р. 1946

Архитектор, дизайнер, график,
Кандидат искусствоведения, Профессор
МГХПУ им. С. Г. Строганова,
Немецко-Иорданский Университет GJU Амман, Иордания,
МархИ (Гос. Академия)
- Сын, от первого брака с Хаславской В. Е. — Николай Константинович Кудряшёв р. 1956

Архитектор, дизайнер, график
Кандидат искусствоведения, доцент
МархИ (Гос. Академия),
МГХПУ им. С. Г. Строганова
- Дочь — Анна Константиновна Кудряшёва, р. 1970

Архитектор, дизайнер, график
Кандидат архитектуры, доцент
МГХПУ им. С. Г. Строганова,
МархИ (Гос. Академия),
Немецко-Иорданский Университет GJU Амман, Иордания
- Внучка — Ксения Николаевна Кудряшёва, р. 1981

Архитектор, МархИ (Гос. Академия),
- Внук — Андрей Николаевич Кудряшёв, р. 1994

Специалист по информационным системам и технологиям, студент-магистр, МТУ
- Внук — Наурас Альмасри, р. 1998

Студент, Немецко-Иорданский Университет GJU , Факультет Архитектуры, Амман, Иордания

## Основные труды

### Архитектура, монументальное искусство
- Форпроект сценической части Драматического театра Латвийской ССР (1959)
- Экспериментальный проект общеобразовательных экспериментальных школ на 960 учащихся. Госстрой СССР (1960)
- Проект курзала для общественного центра в Севастополе. В соавторстве (1960)
- Дом культуры Всероссийского общества слепых в Москве. В соавторстве (1962)
- Форпроект первой очереди Московского телецентра. В соавторстве (1962)
- Мемориальная доска Воинам Московского ополчения 1812 года. Москва, Комсомоль-ский проспект (1962)
- Проект океанария на Химкинском водохранилище в Москве. В авторском коллективе педагогов МархИ под рук. А. В. Степанова. Опубликован в журнале L’Architecture D’aurjour D’hui, 1970. N1. -С. 38-39 (1963)
- Конкурсный проект застройки центра Новосибирска. Госстрой СССР, II премия. В авторском коллективе педагогов МАрхИ. Под рук. Парусникова (1966)
- Конкурсный проект застройки центра Одессы. Госстрой СССР, I премия. В автор-ском коллективе педагогов МархИ под рук. А. В. Степанова (1967)
- Конкурсный проект музея Запорожская сечь на острове Хортица. Госстрой СССР, II премия. В авторском коллективе педагогов МархИ под рук. А. В. Степанова Этно-графической часть: Казацкая крепость, Казацкая верфь, Боевой табор, Казацкая гавань. Графическая реконструкция К. В. Кудряшёв (1968)
- Проект учебно-методического центра для слепоглухонемых в Загорске. В авторском коллективе педагогов МархИ под рук А. В. Степанова (1971)
- Памятник В. И. Ленину. Скульптор Ф. Фивейский. Демянск, Новгоодская область (1972)
- Мемориал воинам, павшим в Великой Отечественной войне. Демянск, Новгородская область. Руководство проектом и строительством силами студентов МархИ (1974)
- Международный конкурсный проект здания Оперы на площади Бастилии, Париж. В соавторстве (1985)
- Конкурсный проект серии деревянных дачных домов. Солнечногорск. I премия. Руководство группой студентов МАрхИ.(1988)
- Конкурсный проект Монумента в честь Победы в Великой Отечественной войне. Совместно с С. Д. Кудряшёвой и Н. К. Кудряшёвым (1988)
- Особняк А. Пастарса. Латвия (1991)
- Особняк Н. Богословского. Московская область (1991)
- Особняк А. Дубины. Московская область (1992)
- Проектная концепция зоопарка. Амман, Иордания (1994)
- Проект русского ресторана. Амман, Иордания (1994)
- Проект генерального плана и серии особняков для поселка, Московская область. Объединение «Нижневартовск-Нефтегаз» (1995)
- Архитектурно-графическая реконструкция капители с головами слонов по натурным материалам. Петра, Большой храм. Раскопки Марты и Арсения Жуковских. Амери-канский центр исследования Востока ACOR. Амман, Иордания (2002)
- Проект панорамного решения стен автотранспортных туннелей в ОАЭ. Тематиче-ские панорамы. Керамические модули, Н 6м: АВИАЦИЯ, D80 м, МИР ПУСТЫНИ, D420 м. Амман, Иордания (2002)
- Проект клуба Чечено-Ингушского общества. Амман, Иордания (2004)

### Декоративное искусство, сценография
- Декорации и костюмы к празднику Костер «Черная Африка». Всемирный фестиваль молодежи и студентов в Москве, Измайловский парк (1957)
- Декорации к сценической постановке праздника Черная Африка. Всемирный фести-валь молодежи и студентов в Москве, Измайловский парк (1957)
- Декорации и костюмы к постановке Водная феерия. Московский цирк на Цветном бульваре (1957)
- Сценография новогоднего представления. Москва. Дворец спорта в Лужниках (1957)
- Декоративное панно для зала Театр. Брюссель, Всемирная выставка (1958)
- Декоративное панно для зала Театр. Париж (1959)
- Диорама Русский балет. Буэнос-Айрес (1960)
- Сувенирный значок к международной конференции Архитектурное образование в СССР. Цветной металл, эмаль. Москва, МархИ (1974)
- Серия сувенирных значков к 40-летию конно-спортивной школы Буревестник. Москва. Металл, эмаль (1975)
- Кронштейн Голова лося, бронза. Москва Росохотрыболовсоюз (1980)
- Декоративное панно Знаки Зодиака. Интерьер командного блока, Байконур. Про-грамма Буран. (1982)
- Reincarnation.Композиция чайных комплексов по мотивам памятников античной архитектуры Петры. Совместно с С. Д. Кудряшёвой и А. К. Кудряшёвой. Амман,Иордания (2003)

### Дизайн
- Мобильные блоки для обслуживания мелких населенных пунктов. Госстрой СССР. Реализовано в ОАР (1960)
- Комплекс интерьеров пускового и административного блоков. Программа Буран, Байконур (1980—1982)
- Дизайн серии ружейных сейфов. Москва ООО Биоинъектор (1991)
- Комплекс ножей для зверовой охоты с ножнами. Серия 2.94.К. Мастер В. А. Корнеев (1994)
- Комплекс ножей для зверовой охоты с ножнами. Серия 1.95.К. Мастер В. А. Корнеев (1995)
- Комплекс ножей для зверовой охоты с ножнами. Серия 2.95.К. Мастер В. А. Корнеев (1995)
- Комплекс интерьеров гостиницы Луч. Вестибюль, ресторан, биллиардная, холлы, сауна, номера люкс, номера рядовые. Нижневартовск, Объединение Нижневар-товск- Нефтегаз (1995)
- Проект экспресса модели МП-251 ра базе дробовика ИЖ-27.Вариант 1 — с ложей и цевьем из ореха, вариант 2 — с ложей и цевьем из углепласти-ка. Ижевский механический завод (1997)
- Серия охотничьих ружей 12 калибра. Бокфлинт на базе дробовика ИЖ-27 в рядовом исполнении. Гдадкоствольное, Бокфлинт на базе дробовика ИЖ-27 в элитном исполнении. Ложа с гребнем Монте-Карло. С горизонтальной парой стволов на базе дробовика ИЖ-43 в рядовом исполнении. Гладкоствольное с горизонтальной парой стволов на базе дробовика ИЖ-43 в элитном исполнении. Ложа с гребнем Монте-Карло. Одноствольное на базе дробовика ИЖ-18ЕМ и ИЖ-18МН в рядовом исполнении, с гладким стволом. Одноствольное на базе дробовика ИЖ-18ЕМ и ИЖ-18МН в элитном исполнении, с нарезным стволом. Ложа с гребнем Монте-Карло. Одноствольное на базе дробовика ИЖ-18ЕМ и ИЖ-18МН в элитном исполнении, с нарезным стволом. Ложа с гребнем Монте-Карло, длинным цевьем. Ижевский механический завод (1998)
- Нож для зверовой охоты О. Б. Мастер В. А. Корнеев (2003)

### Графика для печати
КНИГИ
- Детская энциклопедия. Многотомное издание. Тома: История, География, Биология — М.: Просвещение, 1966
- М. Иванов. О конном спорте и цирке (иллюстрации, суперобложка, форзац) — Тал-лин: Ээсти Раамат, 1967
- Что такое? Кто такой? Спутник любознательных. Двухтомная энциклопедия для детей. — М.: Просвещение, 1968
- М. Иванов. К вершинам спортивного Олимпа (иллюстрации, суперобложка) — Тал-лин: Ээсти Раамат, 1968
- М. Иванов. На старте конники (иллюстрации, суперобложка) — Таллин: Ээсти Раамат, 1970

ЖУРНАЛЫ
- Техника — Молодежи // Ежемесячный журнал. — М.: Молодая гвардия. Третья страница обложки, иллюстрации к статьям: NN 6-12, 1967; NN 1-12, 1968—1981; NN 1-3,1982
- Наука и религия // Ежемесячный журнал. — М.: Знание Иллюстрации: NN 7-12, 1968; NN 9-12, 1969; N 7, 1970; NN 6,8, 1971; N 2, 1972 R
- Колобок // Детский журнал. — М.: Государственный комитет Совета Министров СССР по телевидению и радиовещанию. Иллюстрации: NN 9-11, 1975; NN 4-6, 1976; NN 4-8, 1981; N 3, 1984